# Serhiivka, Volociîsk
Serhiivka (în ucraineană Сергіївка) este un sat în comuna Bubnivka din raionul Volociîsk, regiunea Hmelnîțkîi, Ucraina.

## Demografie
Componența lingvistică a localității Serhiivka
     Ucraineană (99,37%)
     Alte limbi (0,32%)
Conform recensământului din 2001, majoritatea populației localității Serhiivka era vorbitoare de ucraineană (99,37%), existând în minoritate și vorbitori de alte limbi.